# Saint-Germain-lès-Corbeil
Saint-Germain-lès-Corbeil település Franciaországban, Essonne megyében. Lakosainak száma 7471 fő (2022. január 1.). Saint-Germain-lès-Corbeil Tigery, Corbeil-Essonnes, Étiolles és Saint-Pierre-du-Perray községekkel határos.

## Népesség
A település népessége az elmúlt években az alábbi módon változott:
| Lakosok száma | 7473 | 7462 | 7576 | 7493 | 7484 | 7488 | 7474 | 7472 | 7471 |
|               | 2013 | 2015 | 2016 | 2017 | 2018 | 2019 | 2020 | 2021 | 2022 |